# 불편한 심부름센터
《불편한 심부름센터》(일본어: 不便な便利屋)는 2015년 4월 10일부터 6월 26일까지 매주 금요일 24:12 ~ 24:52(〈드라마 24〉 시간대)에 TV 도쿄에서 방송된 텔레비전 드라마이다. 주연은 오카다 마사키.
프로그램의 기획으로 세계 최다의 눈사람 2036개를 만들어, 실제로 기네스 세계 기록에 등록되었다.
《불편한 심부름센터 2016 첫눈》의 타이틀로, 2016년 12월 30일 23:40 ~ 24:40에 단발 스페셜 드라마로 방송될 예정이다. 극 중에서 제작되는 쇼트 필름은 제11회 삿포로 국제 단편 영화제에 정식 출품.

## 개요
각본가 타케야마 준은 감독과의 언쟁 끝에, 도쿄를 떠나기로 결심해, 후라노시로 향한다. 그러나 도중에 눈보라에 휩쓸려 버스가 선 채로 오도 가도 못하게 되고, 소지품을 잃은 타케야마는 근처의 심부름센터에 머물게 된다.

## 캐스트
- 타케야마 준 - 오카다 마사키
- 마츠이 히데오 - 스즈키 코스케
- 우메모토 소이치 - 엔도 켄이치
- 사쿠라다 슌타로 - 모리야마 에이지
- 성냥팔이 소녀?/모리 미키 - 트린들 레이나
- 코모리 순경 - 모리사키 히로유키
- 선술집 단골 - 사쿠마 미오
- 모모노 타로 - 타나카 요지
- 카츠자와 테루오 - 이노우에 타카시

## 스태프
- 감독·각본 - 스즈이 타카유키
- 음악 - 요시마타 료
- 오프닝 테마 - 스트레이테너 〈The Place Has No Name〉 (UNIVERSAL MUSIC JAPAN/Virgin Records)
- 엔딩 테마 - 스핏츠 〈눈 바람〉 (UNIVERSAL MUSIC JAPAN)
- 치프 프로듀서 - 나카가와 준페이 (TV 도쿄)
- 프로듀서 - 아사노 후토시 (TV 도쿄), 타카이시 아키히코 (The icon)
- 제작 협력 - CREATIVE OFFICE CUE
- 제작 - TV 도쿄, The icon
- 제작 저작 - 〈불편한 심부름센터〉 제작 위원회

## 방송 일자
| 각 화  | 방송일           | 부제                                                                 |
| ------ | ---------------- | -------------------------------------------------------------------- |
| 제1화  | 2015년 4월 10일  | -10 °C 극한 홋카이도+답 없는 인간×3의 착각 대폭주                    |
| 제2화  | 4월 17일         | 극한의 유괴 의뢰!? 진심 모드 홋카이도경vs답 없는 인간×3              |
| 제3화  | 4월 24일         | 근육남 급접근!! 꽃미남에게 다가오는 위기                             |
| 제4화  | 5월 1일          | 설인 출몰!? 결사의 대추적!! 마침내 보았다…바츠 3의 본성              |
| 제5화  | 5월 8일          | 답 없는 인간×3민절사!? 성냥팔이 소녀의 너무 위험한 정체              |
| 제6화  | 5월 15일         | 고쿠도vs미소&쇼유&톤코츠&시오…최강 라멘 군단의 사투                  |
| 제7화  | 5월 22일         | 폐업 선언! 극한 답 없는 인간vs도쿄에서 온 마성!?의 약혼자            |
| 제8화  | 5월 29일         | 발굴 꼬리가 난 인골!? 인류를 이야기하기 시작한 답 없는 남자들의 행방 |
| 제9화  | 6월 5일          | 고쿠도 스토커vs여명 수일의 아버지!? 수수께끼의 복역 25년             |
| 제10화 | 6월 12일         | 갑작스런 이별…마을을 떠나는 꽃미남!! 본능vs스스키노의 유혹           |
| 제11화 | 6월 19일         | 눈사람×2036개가 출현!! 기네스 세계 기록 챌린지의 전모                |
| 제12화 | 6월 26일         | 안녕 극한의 홋카이도!! 어머니가 밝히는 아버지의 비밀                 |
|        |                  |                                                                      |
| 스페셜 | 2016년 12월 30일 |                                                                      |